# 约亨·萨克塞

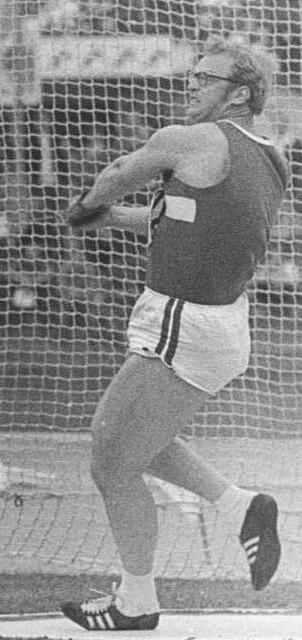
约亨·萨克塞 (1972年)

约亨·萨克塞（德語：Jochen Sachse，1948年10月2日—），德国男子田径运动员。他曾代表东德参加1972年和1976年夏季奥林匹克运动会田径比赛，其中1972年奥运会获得一枚银牌。